# Tamara-Dorina Ciofu
Tamara-Dorina Ciofu (n. 30 decembrie 1957) este un deputat român, ales în legislatura 2012-2016 și în legislatura 2016-2020, din partea Partidului Social Democrat.Tamara-Dorina Ciofu este de profesie medic.